# Anglo-Scottish Cup 1979/80
De Anglo-Scottish Cup 1979/80 was de vijfde editie van deze Britse voetbalcompetitie (exclusief de vijf edities van voorloper Texaco Cup). Het toernooi werd gewonnen door St. Mirren uit Schotland, dat in de finale won van het Engelse Bristol City. Dit was een herhaling van de finale van twee edities eerder, hoewel toen Bristol City aan het langste eind trok. St. Mirren werd de eerste (en uiteindelijk ook enige) Schotse winnaar van het toernooi. Titelverdediger Burnley werd al in de groepsfase uitgeschakeld.

## Deelnemers
Aan de vijfde editie van de Anglo-Scottish Cup deden 24 clubs mee die zich niet hadden gekwalificeerd voor Europees voetbal. Net als vorig seizoen waren er zestien ploegen uit Engeland en acht uit Schotland. De Engelse deelnemers speelden een groepsfase waarvan de winnaars zich plaatsten voor de kwartfinales. De Schotse clubs speelden een onderlinge voorronde, waarvan de vier winnaars ook doorgingen naar de kwartfinales.
Vijftien ploegen hadden ook aan de vorige editie van het toernooi meegedaan, waarvan er zes al voor de vijfde keer op rij deelnamen. Vier ploegen (Berwick Rangers FC, Bury FC, Cambridge United FC en Dunfermline Athletic FC) debuteerden in de Anglo-Scottish Cup, hoewel Dunfermline in het verleden wel had meegedaan aan de Texaco Cup.
Van de negen ploegen die niet terugkeerden na vorige editie had er een zich geplaatst voor Europees voetbal dit seizoen. Vier ploegen waren te laag geëindigd in de nationale competitie om mee te mogen doen en de overige vier ploegen hadden geen interesse in deelname.
| Land                         | Deelnemer               | Kwalificatie                   |
| ---------------------------- | ----------------------- | ------------------------------ |
| Engeland (FA) 16 deelnemers  | Bristol City FC         | Nummer 13                      |
| Engeland (FA) 16 deelnemers  | Bolton Wanderers FC     | Nummer 17                      |
| Engeland (FA) 16 deelnemers  | Birmingham City FC      | Nummer 21 (2D)                 |
| Engeland (FA) 16 deelnemers  | Sunderland AFC          | Nummer 4 Second Division (2D)  |
| Engeland (FA) 16 deelnemers  | Notts County FC         | Nummer 6 Second Division (2D)  |
| Engeland (FA) 16 deelnemers  | Preston North End FC    | Nummer 7 Second Division (2D)  |
| Engeland (FA) 16 deelnemers  | Fulham FC               | Nummer 10 Second Division (2D) |
| Engeland (FA) 16 deelnemers  | Cambridge United FC     | Nummer 12 Second Division (2D) |
| Engeland (FA) 16 deelnemers  | Burnley FC              | Nummer 13 Second Division (2D) |
| Engeland (FA) 16 deelnemers  | Oldham Athletic AFC     | Nummer 14 Second Division (2D) |
| Engeland (FA) 16 deelnemers  | Sheffield United FC     | Nummer 20 Second Division (3D) |
| Engeland (FA) 16 deelnemers  | Blackburn Rovers FC     | Nummer 22 Second Division (3D) |
| Engeland (FA) 16 deelnemers  | Blackpool FC            | Nummer 12 Third Division (3D)  |
| Engeland (FA) 16 deelnemers  | Plymouth Argyle FC      | Nummer 15 Third Division (3D)  |
| Engeland (FA) 16 deelnemers  | Mansfield Town FC       | Nummer 18 Third Division (3D)  |
| Engeland (FA) 16 deelnemers  | Bury FC                 | Nummer 19 Third Division (3D)  |
| Schotland (SFA) 8 deelnemers | Hibernian FC            | Nummer 5                       |
| Schotland (SFA) 8 deelnemers | St. Mirren FC           | Nummer 6                       |
| Schotland (SFA) 8 deelnemers | Morton FC               | Nummer 7                       |
| Schotland (SFA) 8 deelnemers | Partick Thistle FC      | Nummer 8                       |
| Schotland (SFA) 8 deelnemers | Dundee FC               | Kampioen First Division        |
| Schotland (SFA) 8 deelnemers | Kilmarnock FC           | Nummer 2 First Division        |
| Schotland (SFA) 8 deelnemers | Berwick Rangers FC      | Kampioen Second Division (2D)  |
| Schotland (SFA) 8 deelnemers | Dunfermline Athletic FC | Nummer 2 Second Division (2D)  |

## Toernooi-opzet
De zestien Engelse clubs begonnen het toernooi met een groepsfase. De ploegen werden op regionale basis verdeeld in vier groepen van vier clubs en speelden daarin een halve competitie. Een ploeg kreeg 2 punten voor een zege, 1 punt voor een gelijkspel en 0 punten voor een nederlaag. Verder werd er 1 bonuspunt uitgereikt aan een ploeg als zij minimaal drie keer scoorden in een wedstrijd. De groepswinnaar ging door naar de knock-outfase; bij gelijke stand werd gekeken naar het doelsaldo.
De acht Schotse clubs speelden eerst een duel met een tegenstander uit eigen land, bestaande uit een thuis- en een uitduel. De winnaars van die ontmoetingen plaatsten zich voor de volgende ronde.
De vier Engelse groepswinnaars en de vier resterende Schotse deelnemers speelden vervolgens een knock-outtoernooi. In de kwartfinales trof elke Engelse ploeg een Schotse tegenstander. Elke ronde (ook de finale) bestond uit een thuis- en een uitduel. Het team dat de meeste doelpunten maakte plaatste zich voor de volgende ronde. Bij een gelijke stand werd er verlengd en, indien nodig, strafschoppen genomen.

### Groepsfase
De groepsfase vond plaats tussen 29 juli en 11 augustus 1979 . De groepswinnaars plaatsten zich voor de kwartfinale.

#### Groep A
De ploegen in Groep A waren afkomstig uit het historische graafschap Lancashire. Burnley (titelverdediger) en Preston North End speelden op het tweede niveau, Blackburn Rovers en Blackpool waren op het derde niveau actief. De ploegen in deze groep hadden een jaar eerder ook meegedaan aan de Anglo-Scottish Cup en zaten toen ook bij elkaar in de groep. Voor het tweede jaar op rij werden dus de derby's van West Lancashire (Blackpool−Preston North End) en East Lancashire (Blackburn Rovers−Burnley) gespeeld. Titelhouder Burnley werd direct uitgeschakeld; na een gelijkspel tegen Blackburn Rovers verloren ze twee duels. Blackburn speelde ook de overige twee duels gelijk en bleef dus ongeslagen, maar dit was onvoldoende voor de eerste plek. Die ging naar Preston North End, de Lilywhites behaalden twee zeges en een gelijkspel.
| Datum       | Team              | Score | Team              |
| ----------- | ----------------- | ----- | ----------------- |
| 1 augustus  | Blackpool         | 2 - 2 | Blackburn Rovers  |
| 4 augustus  | Blackburn Rovers  | 2 - 2 | Burnley           |
| 4 augustus  | Preston North End | 3 - 1 | Blackpool         |
| 7 augustus  | Blackburn Rovers  | 1 - 1 | Preston North End |
| 7 augustus  | Blackpool         | 3 - 2 | Burnley           |
| 11 augustus | Burnley           | 1 - 2 | Preston North End |

| Nr. | Club                 | Wedstrijden | Wedstrijden | Wedstrijden | Wedstrijden | Doelpunten | Doelpunten | Doelpunten | BP | Punten |
| --- | -------------------- | ----------- | ----------- | ----------- | ----------- | ---------- | ---------- | ---------- | -- | ------ |
| Nr. | Club                 | G           | W           | G           | V           | V          | T          | Saldo      | BP | Punten |
| 1   | Preston North End FC | 3           | 2           | 1           | 0           | 6          | 3          | +3         | 1  | 6      |
| 2   | Blackburn Rovers FC  | 3           | 0           | 3           | 0           | 5          | 5          | 0          |    | 3      |
| 3   | Blackpool FC         | 3           | 1           | 1           | 1           | 6          | 7          | −1         |    | 3      |
| 4   | Burnley FC           | 3           | 0           | 1           | 2           | 5          | 7          | −2         |    | 1      |

#### Groep B
De ploegen in Groep B waren afkomstig uit de noorden van Engeland (Northumberland en zuidelijk Lancashire). Bolton Wanderers speelde in de First Division, Bury in de Third Division en Sunderland en Oldham Athletic kwamen daartussenin uit op het tweede niveau, de Second Division. Drie van deze vier ploegen deden vorig seizoen ook mee en zaten toen ook bij elkaar in de groep. Nieuwkomer Bury nam de plek in van Sheffield United, dat in een andere groep was geplaatst. In tegenstelling tot vorig jaar - toen Bolton Wanderers ook de enige hoogsteklasser was in de groep - slaagden de Trotters er ditmaal wel in om hun favorietenrol waar te maken en zich te kwalificeren voor de laatste acht.
| Datum       | Team             | Score | Team             |
| ----------- | ---------------- | ----- | ---------------- |
| 2 augustus  | Bolton Wanderers | 2 - 2 | Bury             |
| 4 augustus  | Bury             | 4 - 2 | Sunderland       |
| 4 augustus  | Oldham Athletic  | 1 - 3 | Bolton Wanderers |
| 7 augustus  | Bolton Wanderers | 2 - 0 | Sunderland       |
| 7 augustus  | Bury             | 1 - 2 | Oldham Athletic  |
| 11 augustus | Sunderland       | 1 - 2 | Oldham Athletic  |

| Nr. | Club                | Wedstrijden | Wedstrijden | Wedstrijden | Wedstrijden | Doelpunten | Doelpunten | Doelpunten | BP | Punten |
| --- | ------------------- | ----------- | ----------- | ----------- | ----------- | ---------- | ---------- | ---------- | -- | ------ |
| Nr. | Club                | G           | W           | G           | V           | V          | T          | Saldo      | BP | Punten |
| 1   | Bolton Wanderers FC | 3           | 2           | 1           | 0           | 7          | 3          | +4         | 1  | 6      |
| 2   | Bury FC             | 3           | 1           | 1           | 1           | 7          | 6          | +1         | 1  | 4      |
| 3   | Oldham Athletic AFC | 3           | 2           | 0           | 1           | 5          | 5          | 0          |    | 4      |
| 4   | Sunderland AFC      | 3           | 0           | 0           | 3           | 3          | 8          | −5         |    | 0      |

#### Groep C
De ploegen in Groep C waren afkomstig uit het midden van Engeland (Cambridgeshire, Nottinghamshire en het zuiden van Yorkshire). Cambridge United en Notts County speelden in de Second Division, Mansfield Town en Sheffield United kwamen uit in de Third Division. Sheffield United werd groepswinnaar door elk duel met het kleinste verschil te winnen. De laatste wedstrijd tussen Notts County en Cambridge United (waar niets meer op het spel stond) eindigde in 1−3. Dit was de enige wedstrijd in deze groep waarin een ploeg meerdere doelpunten scoorde.
| Datum       | Team             | Score | Team             |
| ----------- | ---------------- | ----- | ---------------- |
| 29 juli     | Sheffield United | 1 - 0 | Mansfield Town   |
| 4 augustus  | Cambridge United | 0 - 1 | Sheffield United |
| 4 augustus  | Mansfield Town   | 0 - 1 | Notts County     |
| 7 augustus  | Notts County     | 0 - 1 | Sheffield United |
| 8 augustus  | Cambridge United | 1 - 1 | Mansfield Town   |
| 11 augustus | Notts County     | 1 - 3 | Cambridge United |

| Nr. | Club                | Wedstrijden | Wedstrijden | Wedstrijden | Wedstrijden | Doelpunten | Doelpunten | Doelpunten | BP | Punten |
| --- | ------------------- | ----------- | ----------- | ----------- | ----------- | ---------- | ---------- | ---------- | -- | ------ |
| Nr. | Club                | G           | W           | G           | V           | V          | T          | Saldo      | BP | Punten |
| 1   | Sheffield United FC | 3           | 3           | 0           | 0           | 3          | 0          | +3         |    | 6      |
| 2   | Cambridge United FC | 3           | 1           | 1           | 1           | 4          | 3          | +1         | 1  | 4      |
| 3   | Notts County FC     | 3           | 1           | 0           | 2           | 2          | 4          | −2         |    | 2      |
| 4   | Mansfield Town FC   | 3           | 0           | 1           | 2           | 1          | 3          | −2         |    | 1      |

#### Groep D
De ploegen in Groep D waren afkomstig uit het zuid(west)en van Engeland: Groot-Londen, Zuidwest-Engeland en de West Midlands. Bristol City kwam uit in de First Division, Birmingham City en Fulham in de Second Division en Plymouth Argyle in de Third Division. Voor Birmingham City en Plymouth Argyle was het hun tweede deelname, na hun debuut twee jaar geleden. Bristol City en Fulham hadden tot nu toe aan elke Anglo-Scottish Cup meegedaan en waren voor de derde keer bij elkaar ingedeeld. Bristol City won ongeslagen de groep en werd zo de eerste ploeg die driemaal op rij de groepsfase van de Anglo-Scottish Cup overleefde.
| Datum       | Team            | Score | Team            |
| ----------- | --------------- | ----- | --------------- |
| 4 augustus  | Birmingham City | 0 - 4 | Bristol City    |
| 4 augustus  | Fulham          | 1 - 0 | Plymouth Argyle |
| 6 augustus  | Plymouth Argyle | 1 - 1 | Birmingham City |
| 8 augustus  | Fulham          | 0 - 5 | Birmingham City |
| 8 augustus  | Plymouth Argyle | 0 - 0 | Bristol City    |
| 11 augustus | Bristol City    | 1 - 0 | Fulham          |

| Nr. | Club               | Wedstrijden | Wedstrijden | Wedstrijden | Wedstrijden | Doelpunten | Doelpunten | Doelpunten | BP | Punten |
| --- | ------------------ | ----------- | ----------- | ----------- | ----------- | ---------- | ---------- | ---------- | -- | ------ |
| Nr. | Club               | G           | W           | G           | V           | V          | T          | Saldo      | BP | Punten |
| 1   | Bristol City FC    | 3           | 2           | 1           | 0           | 5          | 0          | +5         | 1  | 6      |
| 2   | Birmingham City FC | 3           | 1           | 1           | 1           | 6          | 5          | +1         | 1  | 4      |
| 3   | Plymouth Argyle FC | 3           | 0           | 2           | 1           | 1          | 2          | −1         |    | 2      |
| 4   | Fulham FC          | 3           | 1           | 0           | 2           | 1          | 6          | −5         |    | 2      |

### Knock-outfase
|  | Voorronde            | Voorronde         | Voorronde | Voorronde |   |                   | Kwartfinale | Kwartfinale  | Kwartfinale | Kwartfinale |   |                  | Halve finale | Halve finale | Halve finale | Halve finale |              |   | Finale | Finale | Finale | Finale |
|  |                      |                   |           |           |   |                   |             |              |             |             |   |                  |              |              |              |              |              |   |        |        |        |        |
|  | Partick Thistle      | 1                 | 1         | 2         |   |                   |             |              |             |             |   |                  |              |              |              |              |              |   |        |        |        |        |
|  | Dunfermline Athletic | 1                 | 0         | 1         |   |                   |             |              |             |             |   |                  |              |              |              |              |              |   |        |        |        |        |
|  | Dunfermline Athletic | 1                 | 0         | 1         |   | Partick Thistle   | 1           | 0            | 1           |             |   |                  |              |              |              |              |              |   |        |        |        |        |
|  |                      |                   |           |           |   | Partick Thistle   | 1           | 0            | 1           |             |   |                  |              |              |              |              |              |   |        |        |        |        |
|  |                      | Bristol City      | 1         | 2         | 3 |                   |             |              |             |             |   |                  |              |              |              |              |              |   |        |        |        |        |
|  | Bristol City         | Bristol City      | 1         | 2         | 3 |                   |             | D            |             |             |   |                  |              |              |              |              |              |   |        |        |        |        |
|  | Bristol City         |                   |           |           |   |                   |             | D            |             |             |   |                  |              |              |              |              |              |   |        |        |        |        |
|  | Winnaar Groep D      |                   |           |           |   |                   |             |              |             |             |   |                  |              |              |              |              |              |   |        |        |        |        |
|  |                      |                   |           |           |   |                   |             | Bristol City | 2           | 1           | 3 |                  |              |              |              |              |              |   |        |        |        |        |
|  |                      |                   |           |           |   |                   |             |              |             |             | 3 |                  |              |              |              |              |              |   |        |        |        |        |
|  |                      | Morton FC         | 2         | 0         | 2 |                   |             |              |             |             |   |                  |              |              |              |              |              |   |        |        |        |        |
|  | Preston North End    | Morton FC         | 2         | 0         | 2 |                   |             | A            |             |             |   |                  |              |              |              |              |              |   |        |        |        |        |
|  | Preston North End    |                   |           |           |   |                   |             | A            |             |             |   |                  |              |              |              |              |              |   |        |        |        |        |
|  | Winnaar Groep A      |                   |           |           |   |                   |             |              |             |             |   |                  |              |              |              |              |              |   |        |        |        |        |
|  |                      | Preston North End | 1         | 0         | 1 |                   |             |              |             |             |   |                  |              |              |              |              |              |   |        |        |        |        |
|  |                      |                   |           |           | 1 |                   |             |              |             |             |   |                  |              |              |              |              |              |   |        |        |        |        |
|  |                      | Morton FC         | 3         | 2         | 5 |                   |             |              |             |             |   |                  |              |              |              |              |              |   |        |        |        |        |
|  | Berwick Rangers      | Morton FC         | 3         | 2         | 5 | 0                 | 1           | 1            |             |             |   |                  |              |              |              |              |              |   |        |        |        |        |
|  | Berwick Rangers      |                   |           |           |   | 0                 | 1           | 1            |             |             |   |                  |              |              |              |              |              |   |        |        |        |        |
|  | Morton FC            | 4                 | 4         | 8         |   |                   |             |              |             |             |   |                  |              |              |              |              |              |   |        |        |        |        |
|  | Morton FC            | 4                 | 4         | 8         |   |                   |             |              |             |             |   |                  |              |              |              |              | Bristol City | 0 | 1      | 1      |        |        |
|  |                      |                   |           |           |   |                   |             |              |             |             |   |                  |              |              |              |              |              | 0 | 1      | 1      |        |        |
|  |                      | St. Mirren        | 2         | 3         | 5 |                   |             |              |             |             |   |                  |              |              |              |              |              |   |        |        |        |        |
|  | Sheffield United     | St. Mirren        | 2         | 3         | 5 |                   |             | C            |             |             |   |                  |              |              |              |              |              |   |        |        |        |        |
|  | Sheffield United     |                   |           |           |   |                   |             | C            |             |             |   |                  |              |              |              |              |              |   |        |        |        |        |
|  | Winnaar Groep C      |                   |           |           |   |                   |             |              |             |             |   |                  |              |              |              |              |              |   |        |        |        |        |
|  |                      | Sheffield United  | 2         | 1         | 3 |                   |             |              |             |             |   |                  |              |              |              |              |              |   |        |        |        |        |
|  |                      |                   |           |           | 3 |                   |             |              |             |             |   |                  |              |              |              |              |              |   |        |        |        |        |
|  |                      | Dundee            | 1         | 0         | 1 |                   |             |              |             |             |   |                  |              |              |              |              |              |   |        |        |        |        |
|  | Dundee (n.v.)        | Dundee            | 1         | 0         | 1 | 1                 | 3           | 4            |             |             |   |                  |              |              |              |              |              |   |        |        |        |        |
|  | Dundee (n.v.)        |                   |           |           |   | 1                 | 3           | 4            |             |             |   |                  |              |              |              |              |              |   |        |        |        |        |
|  | Kilmarnock           | 1                 | 3         | 4         |   |                   |             |              |             |             |   |                  |              |              |              |              |              |   |        |        |        |        |
|  | Kilmarnock           | 1                 | 3         | 4         |   |                   |             |              |             |             |   | Sheffield United | 0            | 0            | 0            |              |              |   |        |        |        |        |
|  |                      |                   |           |           |   |                   |             |              |             |             |   | Sheffield United | 0            | 0            | 0            |              |              |   |        |        |        |        |
|  |                      | St. Mirren        | 0         | 4         | 4 |                   |             |              |             |             |   |                  |              |              |              |              |              |   |        |        |        |        |
|  | St. Mirren           | St. Mirren        | 0         | 4         | 4 | 3                 | 1           | 4            |             |             |   |                  |              |              |              |              |              |   |        |        |        |        |
|  | St. Mirren           |                   |           |           |   | 3                 | 1           | 4            |             |             |   |                  |              |              |              |              |              |   |        |        |        |        |
|  | Hibernian            | 3                 | 0         | 3         |   |                   |             |              |             |             |   |                  |              |              |              |              |              |   |        |        |        |        |
|  | Hibernian            | 3                 | 0         | 3         |   | St. Mirren (n.v.) | 4           | 1            | 5           |             |   |                  |              |              |              |              |              |   |        |        |        |        |
|  |                      |                   |           |           |   | St. Mirren (n.v.) | 4           | 1            | 5           |             |   |                  |              |              |              |              |              |   |        |        |        |        |
|  |                      | Bolton Wanderers  | 2         | 2         | 4 |                   |             |              |             |             |   |                  |              |              |              |              |              |   |        |        |        |        |
|  | Bolton Wanderers     | Bolton Wanderers  | 2         | 2         | 4 |                   |             | B            |             |             |   |                  |              |              |              |              |              |   |        |        |        |        |
|  | Bolton Wanderers     |                   |           |           |   |                   |             | B            |             |             |   |                  |              |              |              |              |              |   |        |        |        |        |
|  | Winnaar Groep B      |                   |           |           |   |                   |             |              |             |             |   |                  |              |              |              |              |              |   |        |        |        |        |

### Schotse voorronde
De acht Schotse deelnemers troffen elkaar om te bepalen welke vier ploegen zich bij de Engelse groepswinnaars mochten voegen in de kwartfinales. Een van de deelnemers was Berwick Rangers FC uit Berwick-upon-Tweed in Engeland. Deze ploeg was al sinds het begin van de twintigste eeuw lid van de Schotse voetbalbond en speelde sinds 1951 in de Scottish Football League. Ze deden dus als Schotse deelnemer mee aan de Anglo-Scottish Cup.
De wedstrijden werden gespeeld op 28 juli, 1, 5 en augustus (heen) en op 1, 7 en 8 augustus (terug).
| Team 1             | Tot.  | Team 2                  | 1e wedstr. | 2e wedstr. |
| ------------------ | ----- | ----------------------- | ---------- | ---------- |
| St. Mirren FC      | 4 - 3 | Hibernian FC            | 3 - 3      | 1 - 0      |
| Partick Thistle FC | 2 - 1 | Dunfermline Athletic FC | 1 - 1      | 1 - 0      |
| Berwick Rangers FC | 1 - 8 | Morton FC               | 0 - 4      | 1 - 4      |
| Dundee FC          | 4 - 4 | Kilmarnock FC           | 1 - 1      | 3 - 3 n.v. |

### Kwartfinales
De kwartfinales werden gespeeld op 4, 18 en 19 september (heen) en op 11 september, 2, 3 en 23 oktober (terug).
| Team 1               | Tot.  | Team 2              | 1e wedstr. | 2e wedstr.   |
| -------------------- | ----- | ------------------- | ---------- | ------------ |
| Sheffield United     | 3 - 1 | Dundee FC           | 2 - 1      | 1 - 0        |
| Preston North End FC | 1 - 5 | Morton FC           | 1 - 3      | 0 - 2        |
| Partick Thistle FC   | 1 - 3 | Bristol City FC     | 1 - 1      | 0 - 2        |
| St. Mirren FC        | 5 - 4 | Bolton Wanderers FC | 4 - 2      | 1 - 2 (n.v.) |

### Halve finales
De halve finales werden gespeeld op 30 oktober en 6 november (heen) en op 3 december en 15 januari (terug).
| Team 1              | Tot.  | Team 2        | 1e wedstr. | 2e wedstr. |
| ------------------- | ----- | ------------- | ---------- | ---------- |
| Sheffield United FC | 0 - 4 | St. Mirren FC | 0 - 0      | 0 - 4      |
| Bristol City FC     | 3 - 2 | Morton FC     | 2 - 2      | 1 - 0      |

### Finale
|               |                 |       |               |                                          |
| 25 maart 1980 | Bristol City FC | 0 - 2 | St. Mirren FC | Ashton Gate, Bristol Toeschouwers: 3.731 |
| 25 maart 1980 |                 | Stark |               | Ashton Gate, Bristol Toeschouwers: 3.731 |

|               |               |       |                 |                                               |
| 16 april 1980 | St. Mirren FC | 3 - 1 | Bristol City FC | St. Mirren Park, Paisley Toeschouwers: 12.500 |
| 16 april 1980 | Somner Logan  |       | Stevens         | St. Mirren Park, Paisley Toeschouwers: 12.500 |

 St. Mirren FC wint met 5–1 over twee wedstrijden.

| Winnaar Anglo-Scottish Cup 1979/80 |
| ---------------------------------- |
| St. Mirren FC 1e titel             |

## Trivia
- Finalisten Bristol City en St. Mirren stonden voor het derde jaar op rij tegenover elkaar. In 1977/78 speelden ze de finale (gewonnen door Bristol City), een seizoen later een kwartfinale (gewonnen door St. Mirren) en dit seizoen wederom de finale (gewonnen door St. Mirren).
- Voor het eerst sinds de oprichting van de Anglo-Scottish Cup werd er nog na de winterstop gespeeld. De vorige edities (alsmede de laatste editie van de Texaco Cup) waren in december al afgelopen.
- St. Mirren was de enige eindwinnaar die zowel het thuisduel als het uitduel van de finale wist te winnen. In de Texaco Cup was dit ook eenmaal gebeurd (Ipswich Town in 1972/1973).

Texaco Cup:
1970/71 ·
1971/72 ·
1972/73 ·
1973/74 ·
1974/75

Anglo-Scottish Cup:
1975/76 ·
1976/77 ·
1977/78 ·
1978/79 ·
1979/80 ·
1980/81